# Windfeld (Gemeinde Aschbach-Markt)
Windfeld (früher auch Windfelden) ist ein Dorf in der Marktgemeinde Aschbach-Markt in Niederösterreich.

## Geografie
Das Dorf in der Katastralgemeinde Mitterhausleiten liegt, direkt angebaut, nordwestlich von Neufeld und besteht im Kern aus mehreren Gehöften. Durch den Ort führt die Landesstraße L6232.

## Geschichte
Im Franziszeischen Kataster von 1822 ist das Dorf noch als Windfelden verzeichnet. Laut Adressbuch von Österreich waren im Jahr 1938 in Windfeld einige Landwirte mit Direktvertrieb ansässig. Der Ort ist mittlerweile mit Neufeld verwachsen, die Österreichische Karte (Stand 2018) verzeichnet Windfeld jedoch als eigenen Ortsnamen.